# Hebius ishigakiensis
Hebius ishigakiensis (japanisch ヤエヤマヒバァ Yaeyama-Hibā) ist eine Natternart der Gattung Hebius, die auf den japanischen Yaeyama-Inseln verbreitet ist.

## Merkmale
Hebius ishigakiensis

Link zum Bild

Hebius ishigakiensis ist eine kleine, schlanke Natternart. Die Kopf-Rumpf-Länge ist bei Männchen durchschnittlich 68 Zentimeter und bei Weibchen 69 Zentimeter. Die Anzahl der Ventralia (Bauchschuppen) liegt zwischen 164 und 178 und die Anzahl der Subcaudalia (Hornschuppen auf der Schwanzunterseite) zwischen 93 und 109. Die dorsale (rückseitige) Beschuppung ist am Kopf rötlich braun. Die Supralabialen (Oberlippenschilde) und ventralen (bauchseitigen) Kopf- und Rumpfschuppen sind hellgelb. In der vorderen Körperhälfte weist die dorsal dunkle Grundfarbe helle Querstreifen auf. Es wurden keine Unterschiede in der Färbung zwischen den Populationen auf den Inseln Iriomote und Ishigaki festgestellt.

## Lebensweise
Die Art ist vivipar (lebendgebärend) und die Weibchen gebären jeweils 5 bis 8 Jungtiere, die jeweils eine Größe von etwa 17 Zentimetern haben. Die Hauptnahrung der Nattern besteht aus Fröschen und Eidechsen. Zum Lebensraum zählen Wasserläufe, Feuchtgebiete und Reisfelder.

## Verbreitungsgebiet und Gefährdung

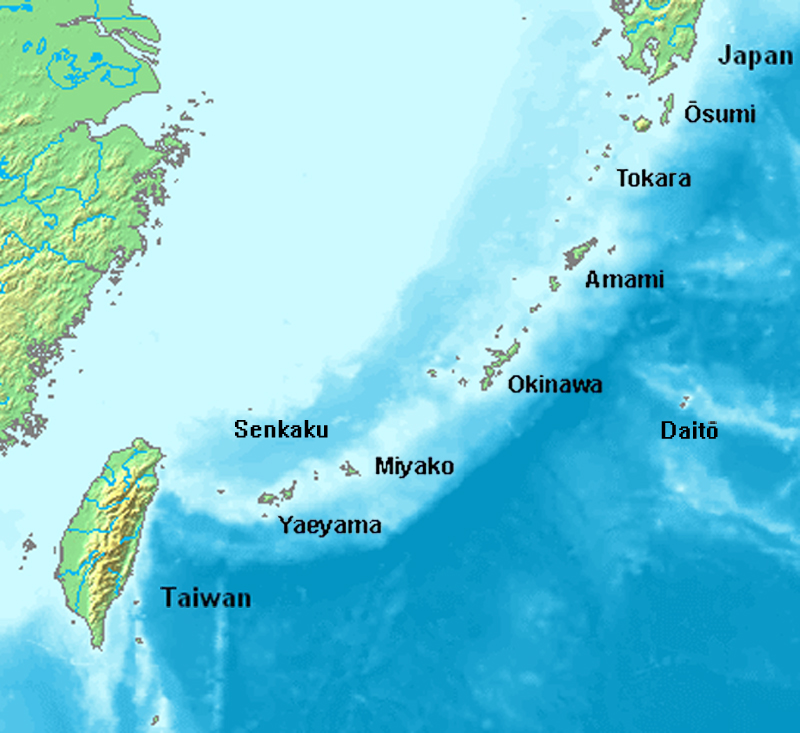
Lage der Yaeyama-Inseln

Die Art ist auf den japanischen Yaeyama-Inseln (Ishigaki-jima und Iriomote-jima) endemisch.
Die Art wird von der IUCN als potentiell gefährdet (near threatened) eingestuft. Mögliche Bedrohungen bestehen durch den Raubdruck aufgrund von eingeführten Blauen Pfauen und auf Ishigaki durch dort eingeführte Aga-Kröten.

## Systematik
Die Art wurde 1960 von dem amerikanischen Herpetologen Edmond V. Malnate und Harold E. Munsterman unter dem Taxon Natrix pryeri ishigakiense erstbeschrieben. Später wurde sie der Gattung Amphiesma zugeordnet und 1997 von einer Unterart Amphiesma pryeri ishigakiense zur eigenständigen Art Amphiesma ishigakiense erhoben. Aktuell wird die Art der Gattung Hebius zugeordnet.
In der Literatur verwendete Synonyme sind im Folgenden chronologisch geordnet:
- Natrix pryeri ishigakiense Malnate & Munsterman 1960
- Tropidonotus pryeri Wall 1905
- Natrix pryeri Stejneger 1907
- Amphiesma pryeri Malnate 1960
- Amphiesma pryeri ishigakiense Matsui 1996
- Amphiesma ishigakiense Ota & Iwanaga 1997
- Amphiesma pryeri ishigakiense Goris & Maeda 2004
- Hebius ishigakiense Guo 2014
- Amphiesma ishigakiense Wallach 2014
- Hebius ishigakiensis Takeuchi 2018

## Belege
1. ↑  
Hidetoshi Ōta & Setsuko Iwanaga 1997. A systematic review of the snakes allied to Amphiesma pryeri (Boulenger) (Squamata: Colubridae) in the Ryukyu Archipelago, Japan. Zoological Journal of the Linnean Society 121 (3): 339–360,  doi:10.1111/j.1096-3642.1997.tb00341.x
2. ↑  
Hidetoshi Ōta 1996. Yaeyama keelback. In: Sengoku, S., Hikida, T., Matsui, M. and Nakaya, K. (eds), The Encyclopedia of Animals in Japan. Volume 5. Amphibians, Reptiles, Chondrichthyes, Heibonsha Limited, Tokyo.
3. ↑  
Hebius ishigakiensis in der Roten Liste gefährdeter Arten der IUCN 2017. Eingestellt von: N. Kidera & H. Ota, 2016. Abgerufen am 1. September 2021.
4. 1 2  
Hebius ishigakiensis In: The Reptile Database; abgerufen am 1. September 2021.